# 16
16（十六、じゅうろく、とおあまりむっつ）は、自然数または整数において、15の次で17の前の数である。ラテン語では sedecim（セーデキム）。

## 性質
- 16 は合成数であり、正の約数は 1, 2, 4, 8 と 16 である。
  - 約数を5個もつ最小の数である。次は81。
    - 約数を n 個もつ最小の数とみたとき。1つ前の4個は6、次の6個は12。(オンライン整数列大辞典の数列 A005179)

  - 約数の和は31。
    - 約数の和が奇数になる6番目の数である。1つ前は9、次は18。
    - 約数の和が素数になる4番目の数である。1つ前は9、次は25。
    - 約数関数から導き出される数列 {\displaystyle a_{n}=\sigma (a_{n-1})} はその初期値によって異なる数列になる。異なる数列になる3番目の初期値(最小の値)を表す数である。1つ前は5、次は19。(ただし1を除く)(オンライン整数列大辞典の数列 A257348)

  - 約数の和と元の数との積が完全数になる3番目の超完全数である。1つ前は4、次は64。(オンライン整数列大辞典の数列 A019279)
16 × σ(16) = 496 (ただし σ は約数関数)
- 1/16 = 0.0625
  - 逆数が有限小数になる6番目の数である。1つ前は10、次は20。
  - 2の累乗数 2n の逆数は、小数点以下 n 桁の有限小数になる。
  - 六進法では 0.0213(6) 、十二進法では 0.09(12) 、十八進法では 0.1249(18) 、二十進法では 0.15(20) になる。
- 16 = 42
  - 4番目の平方数である。1つ前は9、次は25。
  - n = 2 のときの 4n の値とみたとき1つ前は4、次は64。
  - n = 2 のときの 4n! の値とみたとき1つ前は4、次は4096。(オンライン整数列大辞典の数列 A101407)
  - ハーシャッド数にならない最小の平方数である。次は25。
- 16 = 24
  - 4番目の2の累乗数である。1つ前は8、次は32。
  - 16 = 222
    - 2番目の二重平方数である。1つ前は1、次は81。
    - n = 2 のときの nnn の値とみたとき1つ前は1、次は7625597484987。(オンライン整数列大辞典の数列 A002488)
    - n = 2 のときの 2n2 の値とみたとき1つ前は2、次は512。(オンライン整数列大辞典の数列 A002416)

  - 16 = 32（テトレーション） = 2↑↑3（↑はクヌースの矢印表記）
    - n = 3 のときの n2  の値とみたとき1つ前は4、次は65536。
- 特にコンピュータ関連で使用される十六進法の基数である。
- (15, 16) は3番目のルース＝アーロン・ペアである。1つ前は (8, 9)、次は (77, 78)。
- 162 + 1 = 257 であり、n2 + 1 の形で素数を生む7番目の数である。1つ前は14、次は20。
- 24 = 42 = 16であり、a, b が自然数で a ≠ b のとき ab = ba の両辺を満たす唯一の数である。
- 16個の立体を持つ正多胞体は正十六胞体である。次に立体の数が少ない正多胞体は正二十四胞体である。
- 九九では2の段で 2 × 8 = 16 （にはちじゅうろく）、4の段で 4 × 4 = 16 （ししじゅうろく）、 8の段で 8 × 2 = 16 （はちにじゅうろく） と3通りの表し方がある。九九で 3 通りの表し方がある数は4, 9, 16, 36の4つのみ。また、これらはすべて平方数。
- 16! = 20,922,789,888,000 である（14桁）。
- 2個の素数と13個の2の冪乗の和で表せないことが知られている最大の偶数である。この性質を持つ偶数は、高々有限個しかない。
- 各位の和が16になるハーシャッド数の最小は448、1000までに4個、10000までに41個ある。
  - ハーシャッド数でない4の倍数のうち最小の数である。次は28。
  - ハーシャッド数でない8の倍数のうち最小の数である。次は32。
- 各位の和が7になる2番目の数である。1つ前は7、次は25。
  - 偶数という条件をつけると各位の和が7になる最小の数である。
- 各位の平方和が37になる最小の数である。次は61。(オンライン整数列大辞典の数列 A003132)
  - 各位の平方和が n になる最小の数である。1つ前の36は6、次の38は116。(オンライン整数列大辞典の数列 A055016)
- 各位の立方和が217になる最小の数である。次は61。(オンライン整数列大辞典の数列 A055012)
  - 各位の立方和が n になる最小の数である。1つ前の216は6、次の218は116。(オンライン整数列大辞典の数列 A165370)
- 各位の積が6になる2番目の数である。1つ前は6、次は23。(オンライン整数列大辞典の数列 A199988)
- 約数の和が完全数28になる唯一の数 12 と 28 との差が16である。
- 異なる2つの素数の和2通りで表せる最小の数である。次は18。(オンライン整数列大辞典の数列 A077914)
16 = 3 + 13 = 5 + 11
  - 異なる2つの素数の和 n 通りで表せる最小の数である。1つ前の1通りは5、次の3通りは24。(オンライン整数列大辞典の数列 A087747)
- 円周上に異なる5つの点をとってそれぞれを結んだとき16個の領域に分けることができる。1つ前の4点は8、次の6点は31。(オンライン整数列大辞典の数列 A000127)
  - この数は n = 5 のときの n4 − 6n3 + 23n2 − 18n + 24/24 の値である。
- 1～16の最小公倍数は720720。

## その他16に関連すること
- 16 の接頭辞：sedec, sexdec（拉）, hexakaideca, hexadeca（希）
- 16倍をセクスデキュブル (sexdecuple) という。
- 16 は、E24系列の標準数。
- 第16族元素を酸素族元素、カルコゲンともいう。
- 酸素の原子量は、およそ16。以前は酸素を使って原子質量単位やモルを定義していたが、1960年以降は炭素12によって定義されている。
- はくちょう座16番星は、はくちょう座の方向に70光年離れた場所にある3連星。
- 16mmフィルムは、映画用カメラのフィルムの規格。
- JIS X 0401、ISO 3166-2:JPの都道府県コードの「16」は富山県。
- 十六進数：16個の数字を使い、16倍毎に桁を繰り上げる記数法。コンピュータの世界で使われる。
  - ヤード・ポンド法において、質量には十六進法が使われる。1ポンド = 16オンス。1オンス = 16ドラム。

16番目の人
- 第16代天皇は、仁德天皇。
- 第16代内閣総理大臣は、山本権兵衛。
- 鎌倉幕府第16代執権は、北条守時（最後の執権）。
- 通算して第16代の征夷大将軍は、建武の新政期の成良親王。
- 大相撲第16代横綱は、西ノ海嘉治郎。
- アメリカ合衆国第16代大統領は、エイブラハム・リンカーン。
- 殷朝第16代帝は、祖丁。
- 周朝第16代王は、釐王。
- 第16代ローマ教皇はカリストゥス1世（在位：217年～222年）である。

16番目ではないが、｢16｣とつく人
- ルイ16世は、ブルボン朝第5代フランス王。
- ベネディクト16世は、2005年4月より第265代ローマ教皇、バチカン市国元首。
- 日本プロ野球・読売ジャイアンツの背番号16は川上哲治内野手の永久欠番である。
- ジャイアント馬場の十六文キックは馬場の必殺技として有名。馬場靴のサイズ表記が16だったのを足のサイズの16文と誤解されて命名されたものである。

16番目のもの
- アメリカ合衆国の16番目の州は、テネシー州。
- 放送大学テレビのアナログ親局は、16ch。
- 大日本帝国陸軍第16方面軍
- 第16軍
  - 大日本帝国陸軍第16軍
  - 第二次世界大戦時のドイツ陸軍第16軍
- 各国の第16師団
- 各国の第16旅団
- 第16連隊
  - 大日本帝国陸軍歩兵第16連隊
  - 陸上自衛隊第16普通科連隊
- タロットの大アルカナで XVI は、塔。
- 易占の六十四卦で第16番目の卦は、雷地豫。
- クルアーンにおける第16番目のスーラは蜜蜂である。
- 16日の夜を十六夜（いざよい）という。
- 原子番号16の元素は、硫黄 (S)。

機械の名称、形式
- F-16 ファイティング・ファルコンは、アメリカの戦闘機。
- FFA P-16 は、スイスの試作攻撃機。
- HU-16 アルバトロスは、アメリカの飛行艇。
- I-16 は、ソ連の戦闘機。
- M16 は、アメリカの自動小銃。
- P-16 は、アメリカの戦闘機。
- Tu-16 は、ソ連の戦略爆撃機。
- 16式機動戦闘車は、日本の装輪装甲車。

16個あるもの
- 皇室の菊花紋章、十六弁八重表菊紋の花弁は、16枚。
- スポーツの試合の組み合わせにおいて、八半決勝を、「ラウンド16」(round sixteen) や「ベスト16」ということがある。これは、8試合 × 2チーム＝16チームが出るのでこういわれる。
- 十六方位：四方を4倍に除った方位で、八方に北北東・東北東・東南東・南南東・南南西・西南西・西北西・北北西を加えた総称。方位の間隔は 22°30′。
- 十六国：中国史で、西暦304年から439年までの136年間に現れた、16の小国家。
- 燕雲十六州：中国史で、後晋が遼に譲渡した地域。朔州・寰州・応州・雲州・蔚州・新州・武州・儒州・嬀州・檀州・順州・幽州・薊州・涿州・瀛州・莫州の16州。

企業・組織名、商標
- 十六銀行は、岐阜市に本店を置く地方銀行。
- 十六茶は、アサヒ飲料発売の飲料。
- 一六本舗 - 愛媛県の菓子製造・販売業者。
  - 一六 - 傘下のレストラン。
  - 一六Racing - 傘下のカーディーラー、ネッツトヨタ愛媛のレーシングチーム。

作品名
- ピアノソナタ第16番
- 『16 - sixteen -』は、推定少女のアルバム。
- 『16』は、中島美嘉のアルバム『STAR』の収録曲。
- 『16』は、BOØWYのシングル『ホンキー・トンキー・クレイジー』のB面に収録されている曲。
- 『悲しき16才』は、ケーシー・リンデン(Kathy Linden) が歌った『Heartaches at sweet sixteen』のカバー曲。
- 16連射は、毎秒16回の速さでボタンなどを押すこと。高橋名人の特技とされた。
- 『スミレ16歳!!』は永吉たける原作による日本の漫画作品。
- 『1980アイコ十六歳』は堀田あけみによる日本の小説。また、『アイコ十六歳』はこれを原作とする映画・テレビドラマ作品。
- 『花よめは16歳』はテレビ朝日系列で1979年11月19日 - 1980年7月14日に放送されたテレビドラマ。
- 『花嫁は16才!』はテレビ朝日系列で1995年10月16日 - 12月18日に月曜ドラマイン枠で放送されたテレビドラマ。
- 『ルート16』は、1981年にサン電子より発売されたアーケードゲーム。
- ｢十六夜｣がつく作品
  - 十六夜日記は、鎌倉時代の紀行日記。
  - 『十六夜物語』は、河合奈保子のシングル。
  - 『十六夜の月』は、w-inds. のシングル。
  - 『十六夜の月、カナリアの恋。』は、田村ゆかりのアルバム。

16歳からできること
- 16歳から取得できるライセンス
  - 道路交通法では、原動機付自転車（原付）・普通自動二輪車・小型特殊自動車の運転免許を16歳から取得できる。
  - 船舶職員及び小型船舶操縦者法では、特殊小型船舶、2級小型船舶の操縦免許を16歳から取得できる。（受験は15歳9ヶ月から）
  - 航空法では、自家用滑空機の操縦免許を16歳から取得できる。
- 満16歳から200ml献血をすることができる。

## 符号位置
| 記号 | Unicode | JIS X 0213 | 文字参照         | 名称                         |
| ---- | ------- | ---------- | ---------------- | ---------------------------- |
| ⑯    | U+246F  | 1-13-16    | &#x246F; &#9327; | CIRCLED DIGIT SIXTEEN        |
| ⒃    | U+2483  | -          | &#x2483; &#9347; | PARENTHESIZED DIGIT SIXTEEN  |
| ⒗︎    | U+2497  | -          | &#x2497; &#9367; | DIGIT SIXTEEN FULL STOP      |
| ⓰    | U+24F0  | 1-12-16    | &#x24F0; &#9456; | DOUBLE CIRCLED DIGIT SIXTEEN |